# Goldrill Beck
Der Goldrill Beck ist ein Fluss im Lake District, Cumbria, England. Der Fluss entsteht aus dem Zusammenfluss des Pasture Beck und dem Abfluss des Brothers Water Sees westlich des Ortes Hartsop. Der Fluss fließt in nördlicher Richtung und mündet nördlich des Ortes Patterdale in den Ullswater See.